# Zuzana Kamasova
Zuzana Kamasova (Bratislava, 14 mei 1978) is een Slowaakse golfprofessional. 

## Amateur
Kamakova woonde als kind in Karlova Ves en ging naar school in Bratislava. Zij leerde haar talen door een semester in Engeland en in Zwitserland naar school te gaan, en studeerde aan de Florida Atlantic University voordat zij naar de University of North Carolina at Greensboro ging. Hoewel haar ouders en broers golf spelen begon Zuzana pas toen ze 19 jaar was. Ze speelde zeven jaar als amateur en won ieder jaar het Nationaal Kampioenschap. In 2002 werd zij achtste bij het Europees Dameskampioenschap.

### Gewonnen
- Slowaaks Amateurkampioenschap 7x

## Professional
Op 25 november 2004 werd Kamasova professional. Ze heeft ruim veertig toernooien op de Ladies European Tour gespeeld.
Haar beste resultaat was een negende plaats bij het Suzhou Taihu Ladies Open totdat zij in 2011 de Lalla Meryem Cup won.

### Gewonnen
- 2011: Princess Lalla Meryem Cup (-2)